# Benedetto Dei
Benedetto Dei (n. 4 martie 1418, Florența, Republica Florentină – d. 28 august 1492, Florența, Republica Florentină) a fost un poet și istoric italian. El și-a petrecut cea mai mare parte a vieții sale la Florența, unde a fost în slujba familiei Medici și a casei comerciale Portinari.
Cea mai importantă operă a lui Dei a fost cronica lui asupra artei, culturii și a vieții economice a Florenței, intitulată La cronica dall’anno 1400 all’anno 1500. Cartea este o prezentare exhaustivă a aproape tuturor persoanelor de seamă din oraș de la acea vreme și rămâne o resursă-cheie pentru cercetarea istoriei Florenței. El a fost, de asemenea, un membru important al mai multor cercuri intelectuale, iar mai multe scrisori ale sale către și de la figuri proeminente din Florența și din toată Italia de Nord au fost păstrate.
Dei a călătorit mult, promovând activitățile mercantile ale caselor comerciale florentine. Pe lângă călătorii de afaceri în Anglia, Germania și Franța, Dei a ajuns într-un timp și în Orientul Mijlociu și Africa; el scrie în cronica și scrisorile sale despre călătoriile la Beirut, Ierusalim, Cartagina, Sfax, Oran și Timbuktu, printre altele.

## Scrieri
- Dei, Benedetto. La cronica dall’anno 1400 all’anno 1500. Ed. Roberto Barducci; prefață de Anthony Molho. Florența: F. Papafava, 1985.